# Bois des Fourcaux
Le Bois des Fourcaux (High Wood pour les Britanniques) est un site mémoriel de la Première Guerre mondiale, situé sur le territoire de la commune de Longueval, dans le département de la Somme.

## Histoire
Le bois des Fourcaux fut l'un des hauts lieux de la Bataille de la Somme. Le 14 juillet 1916, la bataille pour la prise de ce bois débuta et se termina le 15 septembre 1916 lorsque la 47e division britannique, la London Division parvint à s'en emparer dans sa totalité après de très durs combats. C'est ce jour-là, que les chars de combat furent utilisés pour la première fois. Quatre tanks furent utilisés au bois des Fourcaux avec peu d'efficacité, vu la lourdeur des engins et le terrain accidenté. Un seul char parvint à atteindre les lignes allemandes mais il fut neutralisé par un obus. Situé sur un terrain particulièrement ravagé par les obus, les Britanniques avaient surnommé ce bois High Wood.

## Caractéristiques
Le bois des Fourcaux, est situé au bord de la route départemental 107 entre le village de Longueval et celui de Martinpuich. C'est un lieu de souvenir et de recueillement important pour les Britanniques. Le bois des Fourcaux et ses abords conservent plusieurs monuments et lieux commémoratifs de la Grande Guerre.  

### Lieu de mémoire

#### Monument à la47eLondon Division britannique (London Division)
Ce monument, visible de la route, rend hommage aux hommes de la 47e division, originaires de Londres, prirent le High Wood le 15 septembre 1916. On peut y lire la dédicace suivante : 

« A la mémoire des vaillants officiers, sous-officiers et hommes de la 47ème "London" division qui ont perdu leur vie dans la capture de High Wood le 15 septembre 1916. »

Au dos du monument a été gravé un extrait de l'ouvrage de Rupert Brooke, The soldier : 

« Si je devais mourir, pense seulement cela de moi : il y a là un petit coin de terre étrangère qui est pour toujours l'Angleterre. »

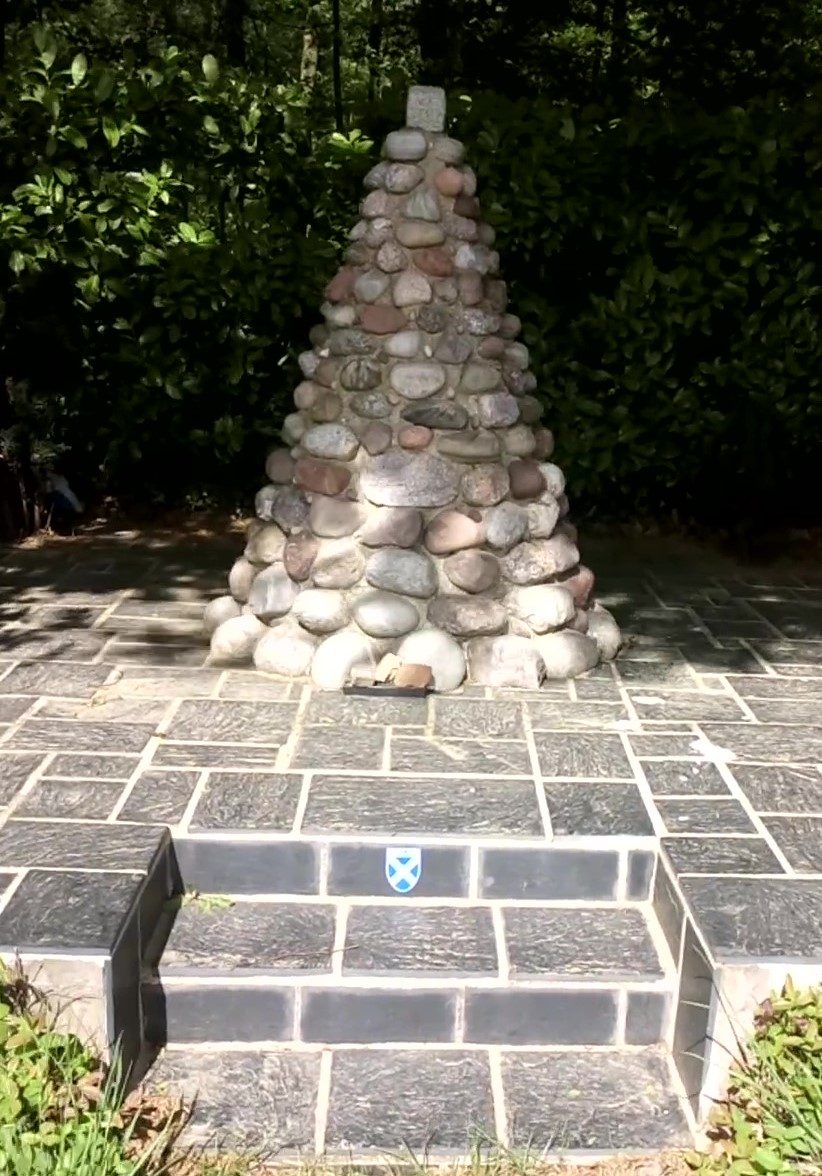

#### Monument au9ebataillon d'infanterie écossaise (Glasgow Highlanders)
Ce monument, visible de la route, de la forme d'un petit cairn, a été érigé à la mémoire des 192 soldats du 9e bataillon Highland Light Infantry (Glasgow Highlanders). Il est composé de 192 pierre en grès ramenés d'Écosse.

#### Stèle au1erCameron Highlanderset au1erBlack Watch
Cette stèle, située au bord du chemin de terre qui borde le bois, de forme quadrangulaire est à double face:

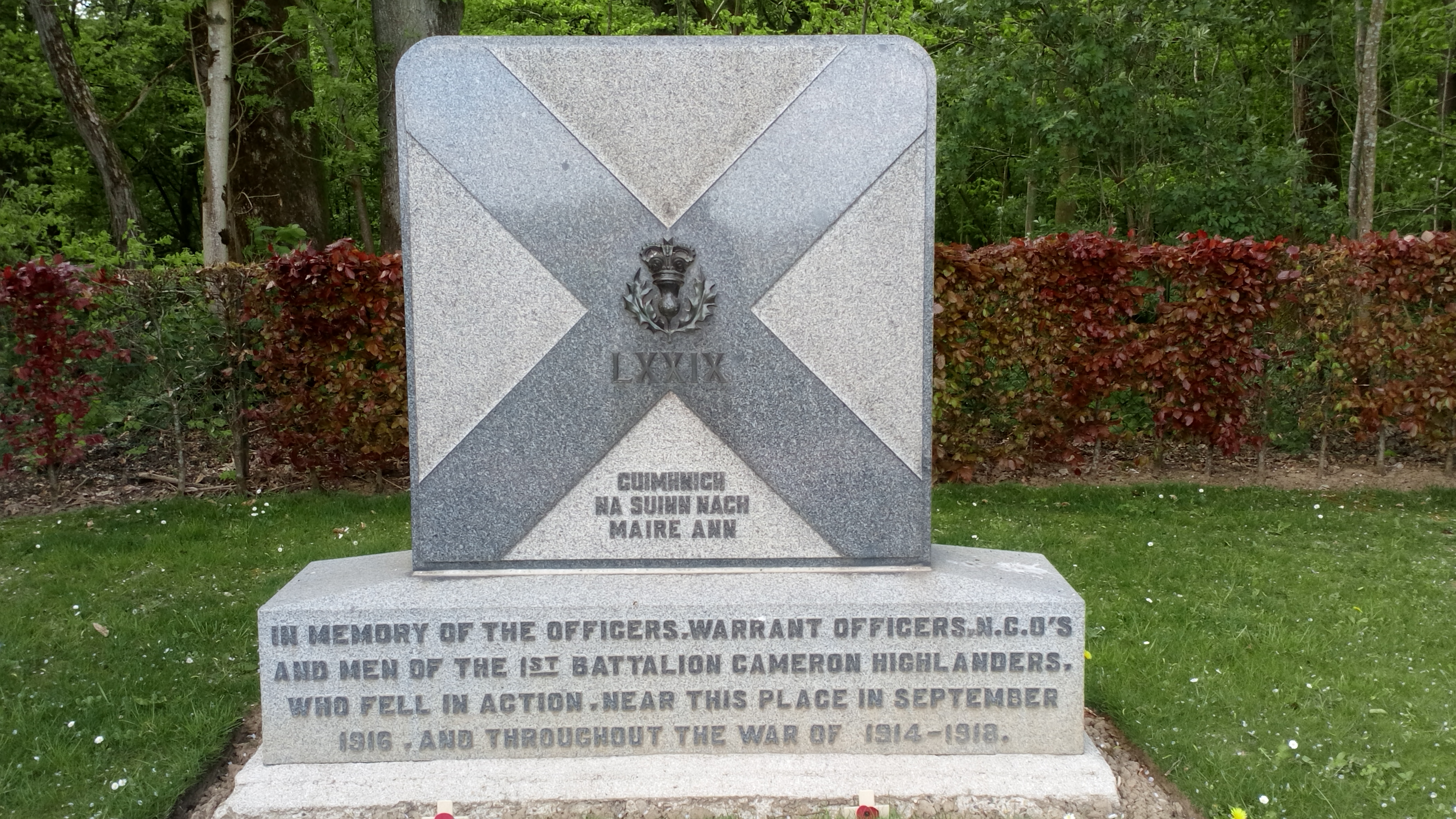
Monument écossais

- Sur la face visible du chemin, il rend hommage aux soldats écossais du 1er Cameron Highlanders par cette dédicace en anglais :

« A la mémoire des officiers, officiers de réserve, sous-officiers et hommes du 1er bataillon des Cameron Highlanders qui sont tombés au combat près de cet endroit en septembre 1916 et tout au long de la guerre 1914-1918. »

- Sur l'autre face, on peut lire la même dédicace concernant les soldats du 1er Black Watch.

### Autres lieux
- Un chêne en souvenir des hommes du 20e bataillon des Royal Fusiliers morts au combat le 20 juillet 1916.

- cratère de mine, qui explosa le 3 septembre 1916. Il est aujourd'hui rempli d'eau[3].